# 81. Reserve-Division (Deutsches Kaiserreich)
Die 81. Reserve-Division war ein Großverband der Preußischen Armee im Ersten Weltkrieg.

## Gliederung

### Kriegsgliederung vom 29. Dezember 1914
- 81. Reserve-Infanterie-Brigade
  - Reserve-Infanterie-Regiment Nr. 267
  - Reserve-Infanterie-Regiment Nr. 268
  - Reserve-Infanterie-Regiment Nr. 269
  - Reserve-Radfahrer-Kompanie Nr. 61
  - Reserve-Kavallerie-Abteilung Nr. 81
- 81. Reserve-Feldartillerie-Brigade
  - Reserve-Feldartillerie-Regiment Nr. 67
  - Reserve-Feldartillerie-Regiment Nr. 68
- Reserve-Pionier-Kompanie Nr. 84
- Reserve-Pionier-Kompanie Nr. 85

### Kriegsgliederung vom 1. Januar 1918
- 81. Reserve-Infanterie-Brigade
  - Reserve-Infanterie-Regiment Nr. 267
  - Reserve-Infanterie-Regiment Nr. 268
  - Reserve-Infanterie-Regiment Nr. 269
  - 2. Eskadron/1. Garde-Dragoner-Regiment „Königin Viktoria von Großbritannien und Irland“
- Artillerie-Kommandeur Nr. 81
  - Reserve-Feldartillerie-Regiment Nr. 68
  - II. Bataillon/Fußartillerie-Regiment Nr. 26
- Pionier-Bataillon Nr. 41
- Divisions-Nachrichten-Kommandeur Nr. 481

## Geschichte
Der Großverband wurde am 24. Dezember 1914 gebildet und an der Ostfront eingesetzt. Nach der dortigen Waffenruhe Ende 1917 verlegte die Division an die Westfront, wo sie bis zum Kriegsende kämpfte. Nach dem Waffenstillstand von Compiègne marschierte sie in die Heimat zurück, wo die Demobilisierung und Auflösung des Großverbandes zum 25. Januar 1919 erfolgte.

### Gefechtskalender

#### 1915
- 23. Januar bis 30. März --- Stellungskämpfe westlich der Somme
- 31. März bis 22. April --- Reserve der OHL und Transport nach dem Osten
- 23. bis 30. April --- Stellungskämpfe um Gorlice-Tarnów
- 1. bis 3. Mai --- Schlacht von Gorlice-Tarnów
- 4. bis 23. Mai --- Verfolgungskämpfe nach der Schlacht von Gorlice-Tarnów
  - 16. bis 23. Mai --- Übergang über den San
- 24. bis 26. Mai --- Kämpfe bei Radymno und am San
- 27. Mai bis 7. Juni --- Kämpfe um Przemyśl
- 17. bis 22. Juni --- Schlacht bei Lemberg
- 22. Juni bis 8. Juli --- Verfolgungskämpfe an der galizisch-polnischen Grenze
- 19. bis 30. Juli --- Schlacht bei Hrubieszów
- 1. bis 3. August --- Schlacht bei Cholm
- 7. bis 12. August --- Schlacht an der Ucherka
- 13. bis 17. August --- Schlacht bei Wlodawa
- 18. bis 24. August --- Angriff auf Brest-Litowsk
- 25. bis 26. August --- Einnahme von Brest-Litowsk
- 27. bis 28. August --- Verfolgung auf Kobryn
- 29. bis 30. August --- Gefecht bei Kobryn
- 29. bis 31. August --- Verfolgung durch die Pripjetsümpfe
- 31. August bis 1. September --- Schlacht bei Horodec
- 4. bis 6. September --- Schlacht bei Drohiczyn-Chomsk
- 8. bis 15. September --- Verfolgung nach Pinsk
  - 16. September --- Einnahme von Pinsk
- 17. bis 18. September --- Gefechte bei Pinsk und Logischin
- ab 1. Oktober --- Stellungskampf in den Pripjetsümpfen

#### 1916

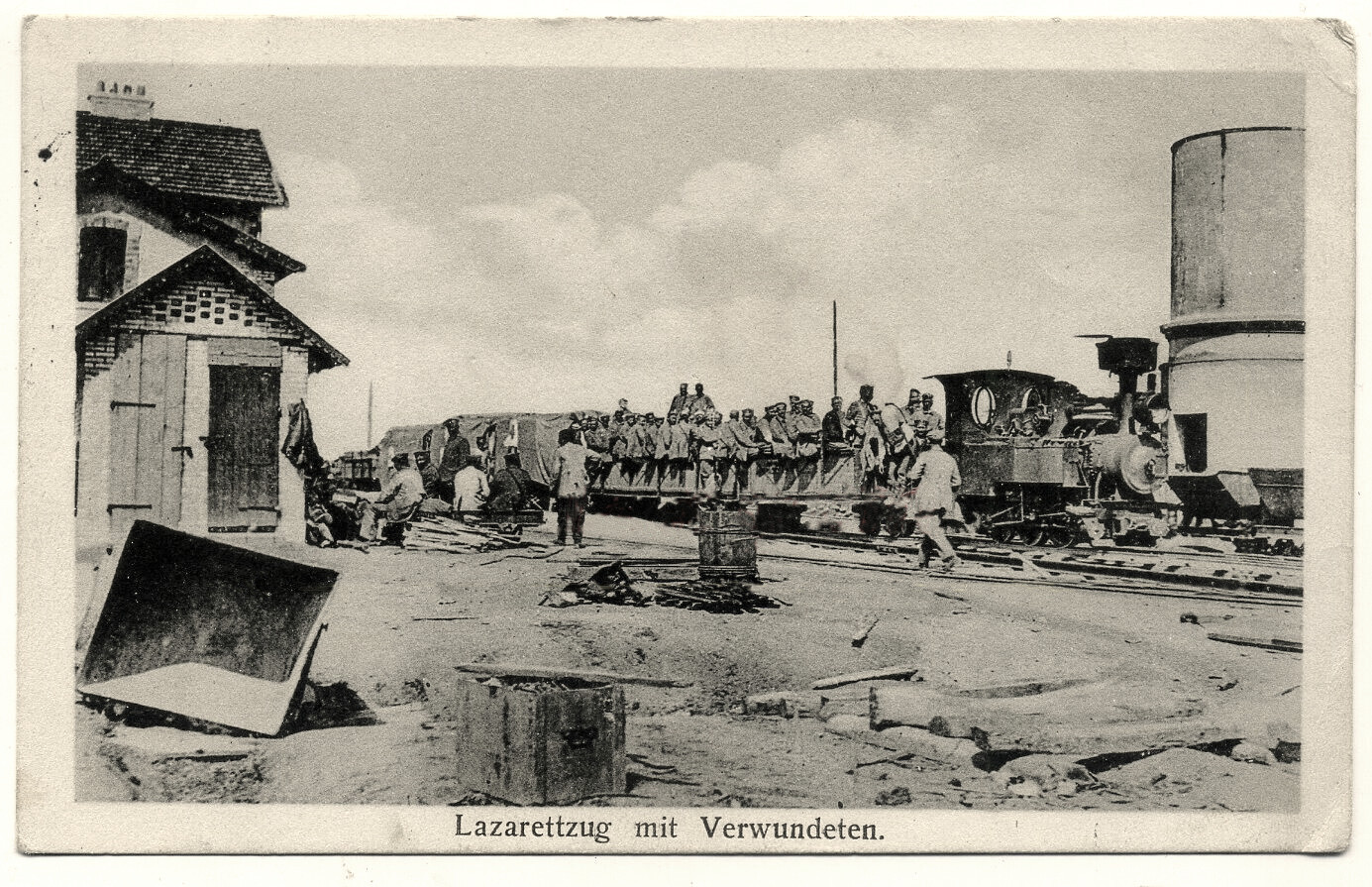
Lazerettzug mit Verwundeten, 41. Reserve Armee Korps, 81. Reserve Division, 269. Reserve Infanterie-Regiment, Poststempel 15. Februar 1916

- bis 1. April --- Stellungskampf in den Pripet-Sümpfen
- ab 1. Mai --- Stellungskampf in den Pripet-Sümpfen

#### 1917
- bis 1. Dezember --- Stellungskampf in den Pripet-Sümpfen
- 2. bis 17. Dezember --- Waffenruhe
- 17. bis 21. Dezember --- Transport nach dem Westen
- 21. bis 31. Dezember --- Stellungskämpfe in Flandern und Artois

#### 1918
- 1. Januar bis 13. Mai --- Stellungskämpfe in Flandern und Artois
  - 9. bis 18. April --- Schlacht bei Armentières
- 13. Mai bis 25. Juli --- Stellungskrieg in Flandern
- 1. August bis 6. Oktober --- Stellungskämpfe in Lothringen
- 7. bis 9. Oktober --- Abwehrschlacht zwischen Cambrai und St. Quentin
- 10. Oktober bis 4. November --- Kämpfe vor und in der Hermannstellung
  - 17. bis 26. Oktober --- Kämpfe zwischen Oise und Serre
- 4. November --- Schlacht um Guise
- 5. bis 11. November --- Rückzugskämpfe vor der Antwerpen-Maas-Stellung
- ab 11. November --- Räumung des besetzten Gebietes und Marsch in die Heimat

## Kommandeure
| Dienstgrad      | Name                         | Datum                                 |
| --------------- | ---------------------------- | ------------------------------------- |
| Generalleutnant | Leopold von Stocken          | 24. Dezember 1914 bis 6. Oktober 1915 |
| Generalleutnant | Alfred von Larisch           | 7. Oktober 1915 bis 29. April 1916    |
| Generalleutnant | Anton von Thiesenhausen      | 1. bis 4. Mai 1916                    |
| Generalleutnant | Wilhelm Johann Neugebauer    | 5. Mai 1916 bis 1. April 1917         |
| Generalleutnant | Anton von Thiesenhausen      | 2. April bis 2. Dezember 1917         |
| Generalleutnant | Wilhelm Johann Neugebauer    | 3. Dezember 1917 bis 1. Juli 1918     |
| Generalleutnant | Oskar Gustav Albert Greßmann | 2. Juli bis 20. Dezember 1918         |
| Generalmajor    | Gustav von Lambsdorff        | 21. Dezember 1918 bis 25. Januar 1919 |